# Lamprotatus hages
Lamprotatus hages är en stekelart som först beskrevs av Walker 1839.  Lamprotatus hages ingår i släktet Lamprotatus och familjen puppglanssteklar. Inga underarter finns listade i Catalogue of Life.